# Louis-Jean-Baptiste Gouvion

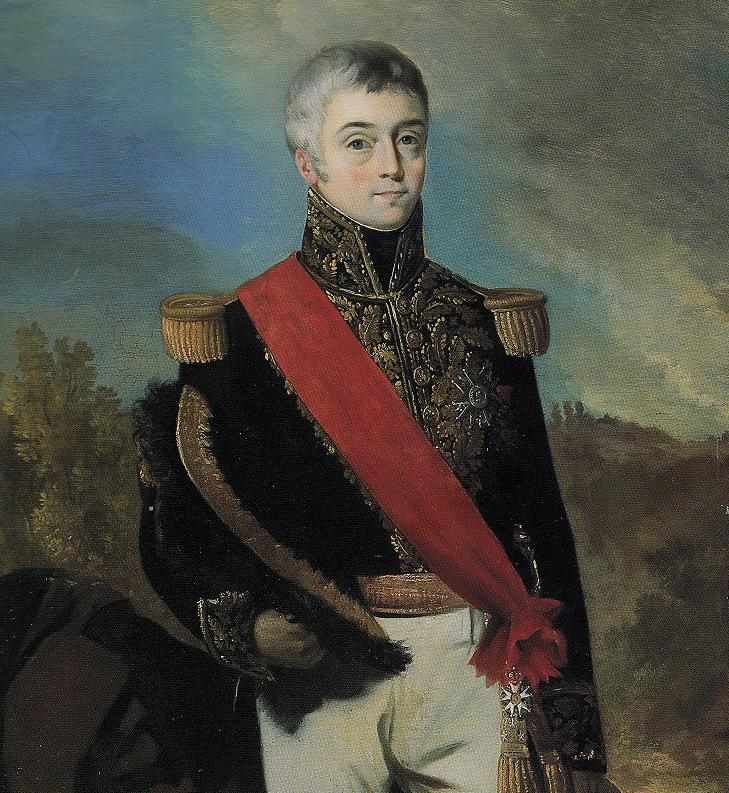
Porträt von Louis-Jean-Baptiste Gouvion im Museum von Toul

Graf Louis-Jean-Baptiste Gouvion (* 6. Februar 1752 in Toul; † 22. November 1823 in Paris) war ein französischer General und Politiker.

## Leben
Louis-Jean-Baptiste Gouvion war ein jüngerer Bruder des französischen Generals Jean-Baptiste Gouvion. Er wählte bereits in seiner Jugend 1768 ebenfalls die militärische Laufbahn und erhielt noch im gleichen Jahr den Rang eines Lieutenants. 1783 stieg er zum Hauptmann auf.
Nach dem Ausbruch der Französischen Revolution wurde Gouvion am 4. Mai 1791 zum Ritter des Ordens von Saint-Louis ernannt. Ab Oktober 1791 kommandierte er im Rang eines Oberstleutnants das dritte Freiwilligen-Bataillon von Drôme. Anfang 1793 wurde er Bataillonskommandant der vierten Fußartillerie der Alpenarmee und am 20. Juni des gleichen Jahrs zum Brigadegeneral ernannt. Ende 1793 befehligte er Militäreinheiten in Faucigny und Chablais. Während des Feldzugs, den die Alpenarmee 1794 durchführte, gelang ihm die Besetzung des Mont Cenis und Kleinen Sankt Bernhard. 1795 war er Kommandeur der Vorhut der Italienarmee und diente unter General Sérurier. Gegen Ende des gleichen Jahrs führte er die zum Küstenschutz vorgesehene erste Division der Italienarmee an. Im Juni 1796 stieß er wieder zur Nordarmee und wechselte im April 1797 zur Armée de Sambre-et-Meuse. Daraufhin kam er 1798 zur Nordarmee zurück und kommandierte 1799 in Holland unter General Brune, als dieser den Plan der englisch-russischen Armee, die Franzosen aus den Niederlanden zu vertreiben, gänzlich vereitelte. Nach dem Sieg bei Bergen (19. September 1799) wurde er auf dem Schlachtfeld zum Divisionsgeneral ernannt und in dem Treffen bei Castricum (6. Oktober 1799) hatte er großen Anteil am Sieg.
Napoleon Bonaparte, der unter Gouvion seine ersten Kriegsdienste geleistet hatte, schrieb ihm, als er Anfang 1800 erster Konsul geworden war, er verlange mit Ungeduld ihn wieder zu sehen, um ihn zu seinem ersten Lieutenant zu machen. Im gleichen Jahr wurde Gouvion zum Befehlshaber der 9. Militärdivision zu Montpellier und 1802 zum Generalinspektor der Gendarmerie ernannt. Im Dezember 1803 erhielt er den Auftrag, bei dem Wahlkollegium des Départements Drôme den Vorsitz zu führen. Dieses Département setzte ihn auf die Liste der Kandidaten für den Senat und der Kaiser ernannte ihn am 1. Februar 1805 zum Mitglied dieses politischen Organs, nachdem Gouvion bereits am 14. Juni 1804 Großoffizier der Ehrenlegion geworden war. Von 1805 bis 1806 kommandierte er ein in Poitiers stationiertes, 10.000 Soldaten starkes Truppenkontingent, dem der Küstenschutz der Biskaya anvertraut worden war. Im November 1806 ging er in einem militärischen Auftrag nach Berlin und versah 1807 Kriegsdienste in Polen. Am 26. April 1808 wurde er zum Grafen des Reichs erhoben. Er unterstellte sich dem Oberbefehl des Marschalls Bernadotte, als er im August 1809 eine Einheit der Nationalgarde der Nordarmee kommandierte. Gegen Ende dieses Jahres übernahm er kurzzeitig das Kommando in Lille. 1812 zog er für den Russlandfeldzug bestimmte Militäreinheiten zusammen und stellte 1813 ein aus Soldaten der Nationalgarde bestehendes Armeekorps zur Deckung des von den Engländern bedrohten Toulon auf.
Nach der Restauration der Bourbonen (1814) kehrte Gouvion nach Paris zurück. Am 4. Juni 1814 trat er in die Pairskammer ein und blieb darin bis zu seinem Tod. Während der kurzzeitigen Rückkehr Napoleons an die Macht schloss sich Gouvion diesem nicht an. Nach der zweiten und endgültigen Restauration Ludwigs XVIII. auf dem französischen Thron plädierte Gouvion im Prozess gegen den Marschall Ney, der in der zweiten Jahreshälfte 1815 stattfand, für die Verbannung des Angeklagten. Am 1. Mai 1821 erfolgte seine Ernennung zum Großkreuz der Ehrenlegion. Er starb am 22. November 1823 im Alter von 71 Jahren in Paris.